# Davor Janjić
Davor Janjić, bosanski igralec, * 18. november 1969, Tuzla, † 28. november 2022, Beograd.
Janjić je bil staršema, zaposlenima v jugoslovanski vojski, rojen v Tuzli, a svojo mladost preživel v Sarajevu. Igrati je pričel že pri svojih 8 letih, kasneje se je vpisal na akademijo dramske umetnosti v Sarajevu, že kot študent pa je mesto zapustil. Med letoma 1991 in 1996 je živel v Londonu, zatem pa se preselil v Ljubljano. Od leta 1997 je bil učitelj filma v Ljubljani. Zadnja leta svojega življenja je preživel v Beogradu.
Janjić je igral v filmih jugoslovanske in tuje produkcije, kasneje pa v filmih držav nekdanje Jugoslavije. Svoje pomembnejše vloge je odigral med drugim v filmih Ono malo duše, Življenje s stricem, Meja, Belle Epoque, Čaruga, Oslovska leta, Outsider, Petelinji zajtrk in Duhovi Sarajeva.